# Rosemary DiCarlo
Rosemary Anne DiCarlo (1947) é uma diplomata americana que serviu como embaixadora dos Estados Unidos nas Nações Unidas após a renúncia de Susan Rice para se tornar a Assessora de Segurança Nacional. DiCarlo é um membro da carreira do serviço estrangeiro e realizou atribuições ultramarinas em embaixadas dos Estados Unidos em Moscou e em Oslo.
Em julho de 2013, DiCarlo foi a Presidente do Conselho de Segurança da ONU.[carece de fontes?]
Depois de sua carreira no governo, DiCarlo tem servido como a presidente do Comitê Nacional Sem Fins Lucrativos na política estrangeira americana. Ela assumiu esse papel em agosto de 2015.